# Mercado del Carmelo
El Mercado del Carmelo o Mercado del Carmel (en hebreo: שוק הכרמל) es un mercado en la ciudad de Tel Aviv, en Israel. El mercado está bordeado por la calle Allenby y la plaza Magen David Square, se encuentra principalmente a lo largo de la calle Carmelo (que se convierte en la calle Rey Jorge después de la plaza Magen David), pero se ha ampliado con el tiempo a las calles como la Nahalat Binyamin. El mercado está abierto todos los días de la semana, excepto en Shabat [el sábado], y vende principalmente alimentos, pero también una variedad de artículos, tales como accesorios para el hogar, y las flores. Los martes y los viernes son los días especiales en el mercado ya que varios artistas y vendedores independientes venden artesanías únicas, arte y joyas a lo largo de la calle Nahalat Binyamin.